# Rachel Komisarz
Rachel Komisarz (ur. 5 grudnia 1976 w Warren) - była amerykańska pływaczka, specjalizująca się głównie w stylu dowolnym i motylkowym.
Mistrzyni olimpijska z Aten w sztafecie 4 x 200 m stylem dowolnym i srebrna medalistka w sztafecie 4 x 100 m stylem zmiennym (oprócz tego 11. miejsce na 100 m motylkiem). 2-krotna mistrzyni świata z Barcelony i Montrealu w sztafecie 4 x 200 m stylem dowolnym, 2-krotna wicemistrzyni świata z Montrealu i Melbourne w sztafecie 4 x 100 m stylem zmiennym. 10-krotna medalistka mistrzostw świata na krótkim basenie. 2-krotna medalistka Mistrzostw Pacyfiku z Irvine.